# Bufo aspinius
Espèce
Synonymes
- Torrentophryne aspinia Rao & Yang, 1994

Statut de conservation UICN

 EN  : En danger
Bufo aspinius est une espèce d'amphibiens de la famille des Bufonidae.

## Répartition
Cette espèce est endémique du xian autonome yi de Yangbi dans la province du Yunnan en Chine. Elle se rencontre entre 1 800 et 2 400 m d'altitude sur le versant Ouest des monts Yunling.

## Publication originale
- Rao & Yang, 1994 : The study of early development and evolution of Torrentophryne aspinia. Zoological Research, Kunming, vol. 14, p. 142-157.